# Autumn Sky
Autumn Sky er det ottende studiealbum af den britisk/amerikanske folkrockgruppe Blackmore's Night. Det er dedikeret til Ritchie Blackmore og Candice Nights datter Autumn Esmerelda Blackmore, der blev født d. 27. maj 2010. Det blev udgivet d. 3. september 2010 i Europa og 18. januar 2011 i USA.
Autumn Sky kom ind som #1 på New Age Billboard Charts. Det nåede #13 i Grækenland, #29 i Finland, #36 i Sverige, #43 i Østrig og # 57 i Schweiz. I Rusland solgte albummet guld. Albummet vandt en Zone Music Award for Best Vocal Album.

## Spor
| Nr. | Titel                                    | Lyrics                                                  | Music                         | Længde |
| --- | ---------------------------------------- | ------------------------------------------------------- | ----------------------------- | ------ |
| 1.  | "Highland" (One More Time cover)         | Peter Grönvall                                          | Nanne Nordqvist               | 5:46   |
| 2.  | "Vagabond (Make a Princess of Me)"       | Candice Night                                           | Ritchie Blackmore             | 5:23   |
| 3.  | "Journeyman (Vandraren)" (Nordman cover) | Py Bäckman, Helena Bäckman engelsk tekst: Candice Night | Håkan Hemlin, Mats Wester     | 5:41   |
| 4.  | "Believe in Me"                          | Candice Night                                           | Ritchie Blackmore             | 4:26   |
| 5.  | "Sake of the Song"                       | Candice Night                                           | Ritchie Blackmore             | 2:52   |
| 6.  | "Song and Dance"                         |                                                         | Ritchie Blackmore             | 1:59   |
| 7.  | "Celluloid Heroes" (The Kinks cover)     | Ray Davies                                              | Ray Davies                    | 5:27   |
| 8.  | "Keeper of the Flame"                    | Candice Night                                           | Ritchie Blackmore             | 4:41   |
| 9.  | "Night at Eggersberg"                    |                                                         | Ritchie Blackmore             | 2:16   |
| 10. | "Strawberry Girl"                        | Candice Night                                           | Ritchie Blackmore             | 4:05   |
| 11. | "All the Fun of the Fayre"               | Candice Night                                           | Ritchie Blackmore             | 3:56   |
| 12. | "Darkness"                               | Candice Night                                           | Traditional/Ritchie Blackmore | 3:26   |
| 13. | "Dance of the Darkness"                  |                                                         | Traditional/Ritchie Blackmore | 3:33   |
| 14. | "Health to the Company"                  | Traditional                                             | Traditional/Ritchie Blackmore | 4:16   |
| 15. | "Barbara Allen"                          | Traditional                                             | Traditional/Ritchie Blackmore | 3:46   |
| 16. | "Gottlische Devise" (Japansk bonustrack) | Traditional                                             | Traditional/Ritchie Blackmore | 3:36   |

## Personel
- Ritchie Blackmore - guitar, renæssancetromme, nøgleharpe, drejelire, mandola, mandolin
- Candice Night - vokal, harmoni, tinwhistle, gemshorn, rauschpfeife, skalmeje, bombard, chanters, blokfløjte
- Bard David of Larchmont - keyboard, baggrundsvokal
- Gypsy Rose (Elizabeth Cary) - violin, baggrundsvokal
- Earl Grey of Chimey (Mike Clemente) - bas og rytmeguitar
- Squire Malcolm of Lumley (Malcolm Dick) - percussion og trommer
- Albert Danneman - renæssance træblæsere og vokal

## Hitlister
| Hitliste (2010)           | Højeste placering |
| ------------------------- | ----------------- |
| German Albums Chart       | 15                |
| German LP-Downloads Chart | 16                |
| Russian Albums Chart      | 8                 |